# Neoserica matura
Neoserica matura är en skalbaggsart som beskrevs av Ahrens 2004. Neoserica matura ingår i släktet Neoserica och familjen Melolonthidae. Inga underarter finns listade i Catalogue of Life.